# Proscissio montana
Proscissio montana är en tvåvingeart som beskrevs av Frederick Wollaston Hutton 1901. Proscissio montana ingår i släktet Proscissio och familjen parasitflugor. Inga underarter finns listade i Catalogue of Life.